# ROPO
ROPO (ang. Research Online, Purchase Offline – wyszukaj w Internecie, kup w sklepie) – rodzaj zachowań konsumenckich polegających na poszukiwaniu informacji o produkcie w Internecie, a następnie zakupie tego produktu w sklepie stacjonarnym. Jeden z kluczowych czynników wpływających na poziom sprzedaży marki.